# Kobulasta vodoljuba
Kobulasta ali navadna vodoljuba (znanstveno ime Butomus umbellatus) je vodna rastlina, ki je v Sloveniji prisotna v Cerkniškem jezeru.

## Opis
Kobulasta vodoljuba doseže v višino med 30 in 40 cm in ima do 40 cm visoke suličaste liste, ki izraščajo iz korenike. Cvetovi so nežno rožnate barve na dolgih pecljih. Rastlina cveti v maju in juniju.
Raste ob počasi tekočih ali stoječih vodah in lahko uspeva v vodah do globine 30 cm.